# I Hope You’re Happy Now
«I Hope You’re Happy Now» — песня американской кантри-певицы Карли Пирс и музыканта Ли Брайса, вышедшая 7 октября 2019 в качестве 2-го сингла с второго студийного альбома Пирс Carly Pearce (2020). В июне 2020 года сингл возглавил кантри-чарт Billboard Country Airplay, став для Пирс 2-м чарттоппером в карьере, а для Брайса его 6-м.

## История
Композиция, в целом, была одобрительно встречена музыкальными экспертами и обозревателями.
Билли Дьюкс из Taste of Country назвал песню «неотразимой» и написал, что музыканты в ней были «двумя лучшими вокалистами страны». Маркос Пападатос из Digital Journal написал, что песня позволила Пирс и Брайсу «продемонстрировать свои способности рассказывать истории», и что это настоящая вокальная химия. Rolling Stone назвал песню одной из 25 лучших песен в стилях кантри и американа в 2019 году, а рецензент Джон Фриман написал: «Их голоса были волнующими», и что эта песня была «настоящим ошеломлением».

## Музыкальное видео
Музыкальное видео для «I Hope You’re Happy Now» поставил режиссёр Sam Siske, а съёмки прошли в придорожном баре в Нашвилле (штат Теннесси) рядом с Grand Ole Opry. Пирс и Брайс исполняют песню вместе на сцене, в то время как посетители бара танцуют под неё.

## Концертные исполнения
В ноябре 2019 года Пирс и Брайс исполнили песню со сцены Grand Ole Opry.

## Коммерческий успех
«I Hope You’re Happy Now» вошла в список лучших кантри-песен top-30 журнала Billboard Country Airplay на шестой недели нахождения в чарте. Позднее песня достигла 16-го места в чарте. К январю 2020 года в США было продано 43,000 копий сингла, а к марту 62,000 копий.
В июне 2020 года сингл на 35-й неделе достиг первого места в радиоэфирном кантри-чарте Billboard Country Airplay, став для Пирс 2-м чарттоппером в карьере, а для Брайса его 6-м.

## Чарты

### Еженедельные чарты
| Чарт (2019—2020)                    | Высшая позиция |
| ----------------------------------- | -------------- |
| Канада (Billboard Canadian Hot 100) | 51             |
| Канада (Billboard Country)          | 1              |
| США (Billboard Hot 100)             | 27             |
| США (Billboard Country Airplay)     | 1              |
| США (Billboard Hot Country Songs)   | 5              |

### Годовые итоговые чарты
| Чарт (2020)                       | Позиция |
| --------------------------------- | ------- |
| США Billboard Hot 100             | 73      |
| США Country Airplay (Billboard)   | 6       |
| США Hot Country Songs (Billboard) | 9       |

## Сертификации
| Регион                                                                      | Сертификация  | Продажи   |
| --------------------------------------------------------------------------- | ------------- | --------- |
| Канада (Music Canada)                                                       | 3× Платиновый | 240 000   |
| США (RIAA)                                                                  | 3× Платиновый | 3 000 000 |
| Данные о продажах + прослушиваниях приведены только на основе сертификации. |               |           |